# Hellmuth Heye
 (avril 2012).
Si vous disposez d'ouvrages ou d'articles de référence ou si vous connaissez des sites web de qualité traitant du thème abordé ici, merci de compléter l'article en donnant les références utiles à sa vérifiabilité et en les liant à la section « Notes et références ».
Hellmuth Guido Alexander Heye (né le 9 août 1895 à Beckingen; mort le 10 novembre 1970 à Mittelheim) était un officier de marine allemand au grade de vice-amiral à la fin de la Seconde Guerre mondiale. Il commanda notamment le croiseur lourd Admiral Hipper lors de l'invasion de la Norvège en 1940. Du 20 mai 1945 au 6 décembre 1946, il fut prisonnier des Britanniques. 
Il entama après-guerre une carrière littéraire avec des textes traitant principalement de questions maritimes, de stratégie navale et de l'histoire navale allemande. Il entra ensuite en politique au sein de la CDU et fut élu au Bundestag de 1953 à 1961 où il représentait la circonscription de Wilhelmshaven.
Il était le fils de l'ancien chef du Commandement de l'armée de la République de Weimar, le général Wilhelm Heye, et un petit-neveu de l'amiral Guido Karcher (de).

## Biographie
Heye étudie aux lycées humanistes à Glogau, Metz et Berlin. Immédiatement après son baccalauréat au lycée humaniste de Berlin, il s'engage le 1er avril 1914 dans la marine impériale en tant que cadet de la marine (équipage 1914). Après sa formation de base, il sert d'abord sur le grand croiseur SMS Victoria Louise jusqu'au 10 août 1914, puis sur le navire de grande ligne SMS Kaiserin jusqu'au 2 janvier 1916. Il est promu enseigne de vaisseau le 23 décembre 1914. Heye suit ensuite un stage sur le navire-école de torpilles SMS Württemberg (de)